# Gresham (Nebraska)
Gresham és una població dels Estats Units a l'estat de Nebraska. Segons el cens del 2000 tenia 270 habitants.

## Demografia
Segons el cens del 2000, Gresham tenia 270 habitants, 113 habitatges, i 71 famílies. La densitat de població era de 386,1 habitants per km².
Dels 113 habitatges en un 31,9% hi vivien nens de menys de 18 anys, en un 57,5% hi vivien parelles casades, en un 4,4% dones solteres, i en un 36,3% no eren unitats familiars. En el 32,7% dels habitatges hi vivien persones soles el 18,6% de les quals corresponia a persones de 65 anys o més que vivien soles. El nombre mitjà de persones vivint en cada habitatge era de 2,39 i el nombre mitjà de persones que vivien en cada família era de 3,08.
Per edats la població es repartia de la següent manera: un 28,1% tenia menys de 18 anys, un 4,8% entre 18 i 24, un 31,9% entre 25 i 44, un 14,8% de 45 a 60 i un 20,4% 65 anys o més.
L'edat mediana era de 39 anys. Per cada 100 dones de 18 o més anys hi havia 88,3 homes.
La renda mediana per habitatge era de 29.643 $ i la renda mediana per família de 36.563 $. Els homes tenien una renda mediana de 28.333 $ mentre que les dones 17.321 $. La renda per capita de la població era de 18.141 $. Aproximadament el 8,5% de les famílies i el 13,3% de la població estaven per davall del llindar de pobresa.

## Poblacions més properes
El següent diagrama mostra les poblacions més properes.